# Cándido Nocedal
Cándido Nocedal y Rodríguez de la Flor (La Coruña, 11 de marzo de 1821-Madrid, 18 de julio de 1885) fue un político, periodista y abogado español. Nocedal, que en su juventud militó en el partido progresista, tras transitar por posiciones moderadas y neocatólicas, terminaría en la órbita del carlismo. Tras su muerte, su hijo Ramón Nocedal fundó el partido integrista.

## Biografía
Su padre, José María Nocedal y Capetillo, era natural de la localidad ciudadrealeña de Torrenueva, aunque procedía de una familia vizcaína de Sopuerta. Adicto al liberalismo, José María Nocedal fue comandante de la Milicia Nacional, diputado y senador durante el reinado de Isabel II y concejal del Ayuntamiento de Madrid.
Cándido Nocedal estudió Derecho en la Universidad de Alcalá y después en la Universidad Central de Madrid, licenciándose en 1840 y estableciendo su bufete el mismo año. Desde joven era miembro del Partido Progresista muy vinculado a Baldomero Espartero en su conflicto con la madre de Isabel II, María Cristina de Borbón, por la regencia.
Después de ser promotor fiscal durante un breve período y de retomar sus actividades profesionales, en 1843 fue redactor de la Gazeta de Madrid para dejar el puesto en beneficio de su escaño como diputado por la provincia de Zaragoza. Vinculado en este periodo al Partido Moderado, en 1847 su defensa de Ramón María Narváez frente al ataque de los progresistas le permitió ser nombrado fiscal del Consejo Real, donde llegó a ser consejero, así como subsecretario del Ministerio de la Gobernación.
En un nuevo giro político en su vida, después de permanecer apartado de la actividad política un tiempo (aunque mantuvo el puesto de diputado), participó en la Vicalvarada y fue uno de los que suscribió el Manifiesto de Manzanares.
En el Bienio Progresista fue un activo defensor del Partido Moderado que se encontraba en grave situación, y a él se atribuye haber podido mantener las filas del mismo organizadas frente a los movimientos de los progresistas y la aparición de la Unión Liberal de Leopoldo O'Donnell, con quien se enfrentó abiertamente, tanto en las Cortes como a través de la publicación satírica y neocatólica que fundó, El Padre Cobos. Tan ardiente defensa de la reacción le permitió ser nombrado ministro de Gobernación en 1856 tras la caída del Bienio. Después, y aprovechando la holgada mayoría parlamentaria conservadora de las elecciones generales que había organizado desde el Ministerio, impulsó la derogación de distintas leyes progresistas del periodo anterior, aprobando una Ley de Imprenta que es considerada la más restrictiva del periodo del reinado de Isabel II.

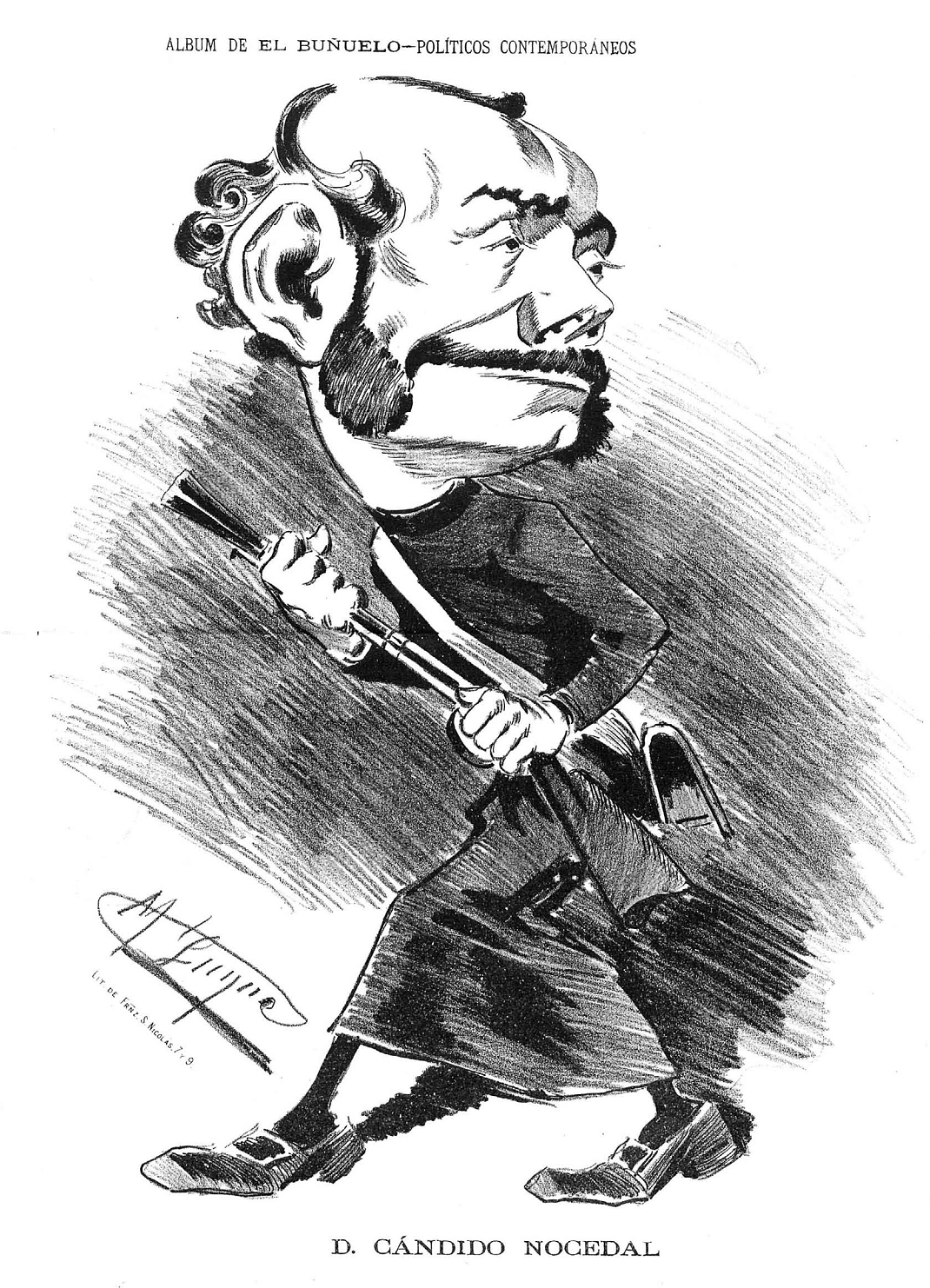
Nocedal en El Buñuelo (1881)

Presentó una enmienda para que se subvencionara con 400  000 reales la Biblioteca de Autores Españoles de Rivadeneyra, afirmado al respecto que aquel sería «quizá el único acto que libre del olvido a las Cortes Constituyentes».
Durante el gobierno de la Unión Liberal se fue apartando progresivamente de la actividad política moderada para integrarse en los movimientos neocatólicos. Se opuso enérgicamente a que el gobierno de España reconociera el reino de Italia.
A pesar de que los esfuerzos de O'Donnell por ganarse a los moderados a la causa de la Unión Liberal tuvieron éxito en muchos casos, Cándido Nocedal se resistió incluso a la oferta de presidir el Congreso de los Diputados y ser embajador en Roma (1867). 
Comenzó a publicar un nuevo diario, La Constancia, desde donde manifestaba su intención de detener a las fuerzas revolucionarias que amenazaban España. Con la revolución de 1868, tras la caída de Isabel II, se unió, junto con otros antiguos isabelinos, a la Comunión Católico Monárquica y, tras las elecciones de 1871, lideró a la minoría carlista en el Congreso.
Mientras algunos carlistas conspiraban para una nueva guerra carlista, Nocedal, ignorando estos planes, trabajaba por el carlismo en el terreno legal. El 4 de diciembre de 1871 Don Carlos nombró a Nocedal director de la prensa carlista, a lo que se opusieron los periódicos carlistas El Pensamiento Español y La Regeneración, representados por Antonio Aparisi y Guijarro, el conde de Canga Argüelles, Gabino Tejado y Francisco Navarro Villoslada.

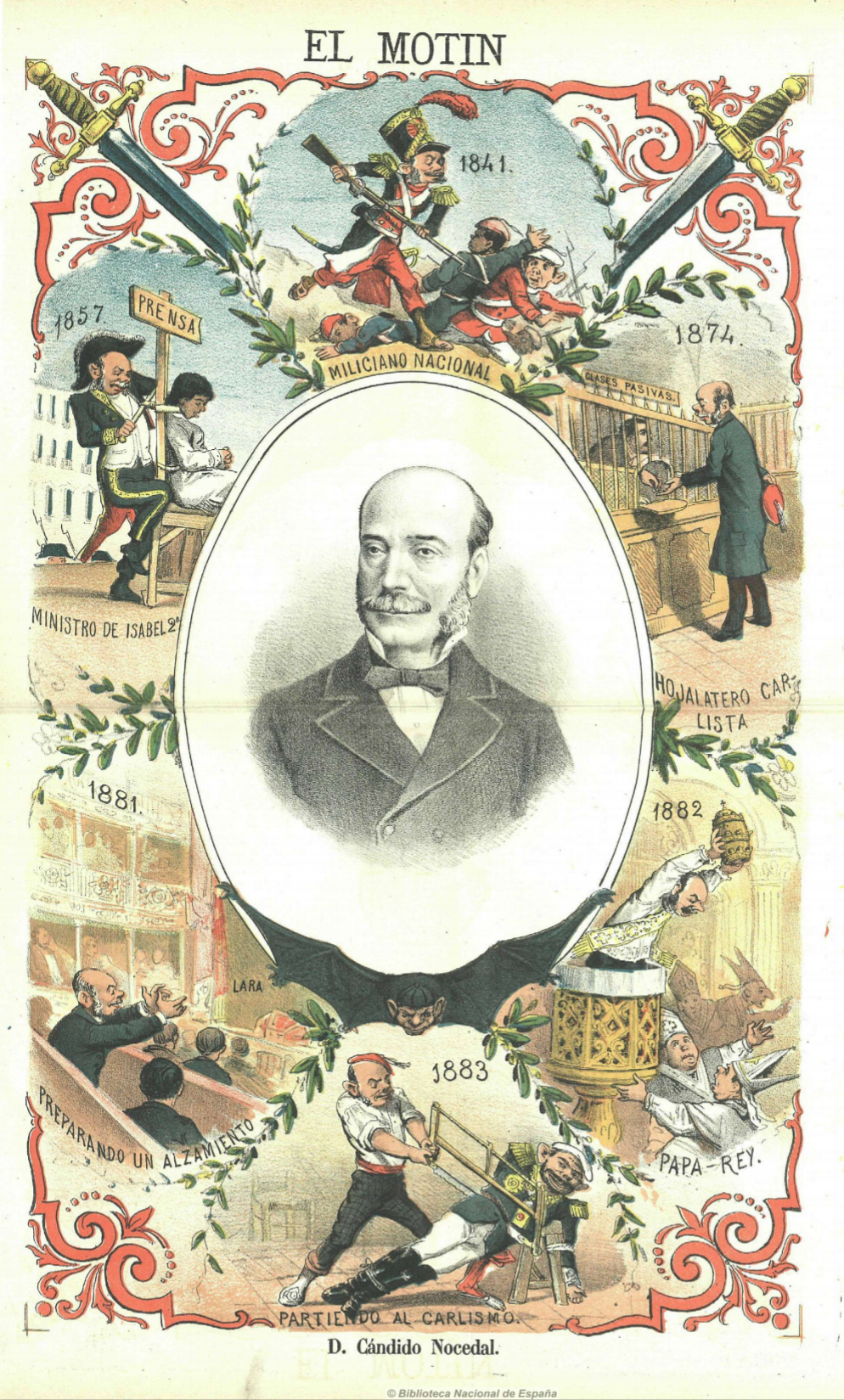
Caricaturas en el periódico satírico El Motín (1883) que mostraban las distintas etapas en la vida de Cándido Nocedal.

En enero de 1872 el pretendiente lo designó también presidente de la Junta Central católico-monárquica en sustitución del marqués de Villadarias, gracias a la mediación de Emilio de Arjona, secretario de Don Carlos. Ello motivó que Antonio Aparisi y Guijarro se apartara de la vida política activa, falleciendo poco después, y generó disgustos y divisiones entre los carlistas que tendrían repercusiones nueve años después, con motivo de la creación de la Unión Católica de Pidal.
La persecución que padecieron los carlistas durante la tercera guerra carlista le obligó a abandonar España durante un breve período (1874-1875), refugiándose en Portugal. Con la restauración borbónica, lejos de unirse a la causa alfonsina, se mantuvo en la Comunión Católico-Monárquica y creó un nuevo periódico, El Siglo Futuro, que defendería el tradicionalismo más intransigente durante más de seis décadas. Después de la derrota en la guerra, Don Carlos reforzó su posición más aún, nombrándolo en 1879 su representante en España (jefe delegado).
Pocos años antes de su fallecimiento en 1885, se enfrentó de manera abiertamente hostil a un sector del carlismo, representado por periódicos como La Fé, partidario del entendimiento con los católicos liberal-conservadores que propugnaban buena parte de los obispos. Si bien Cándido Nocedal tuvo siempre el apoyo expreso de Don Carlos, tras su muerte, sus fieles —unidos en torno a su hijo, Ramón Nocedal, que heredó la dirección de El Siglo Futuro— serían expulsados por Don Carlos en 1888, dando origen al partido integrista.
Fue miembro de la Real Academia Española, de la Real Academia de Jurisprudencia y Legislación y de la Real Academia de Ciencias Morales y Políticas.